# Ferrocarril Oeste de Buenos Aires
Pour les articles homonymes, voir Ferrocarril Oeste et FCO.
Ferrocarril Oeste de Buenos Aires (FCO) est le premier réseau de chemin de fer argentin inauguré dans la ville de Buenos Aires le 29 août 1857. Il a été l'initiateur du vaste réseau ferroviaire qui s'est développé dans les années suivantes. La locomotive nommée La Porteña, construite dans les ateliers britanniques de The Railway Foundry Leeds, était chargée du premier voyage. Aujourd'hui, le Ferrocarril Oeste est désormais baptisé chemin de fer Domingo Faustino Sarmiento.
Le trajet initial était long de 10 km et allait de la station Parque (située à l'emplacement actuel du théâtre Colón à Buenos Aires) à la station La Floresta, qui se trouvait alors dans la ville de San José de Flores, mais qui fait désormais partie de la ville de Buenos Aires. Les rails ont été posés le long de l'actuelle rue Lavalle, du passage Santos Discépolo, de l'avenue Corrientes, de l'avenue Pueyrredón, puis ont suivi le tracé actuel du chemin de fer Domingo Faustino Sarmiento jusqu'à la station susmentionnée.
Le Ferrocarril Oeste a été l'une des plus grandes gloires de Buenos Aires, justifiée pendant les 27 années où elle a appartenu à l'État de Buenos Aires par toute la richesse qu'elle a apportée à la ville, son efficacité et ses tarifs plus bas que ceux des chemins de fer gérés par des entreprises anglaises dans le pays. La pression et l'intérêt du capital britannique, ainsi que l'endettement de l'État argentin, ont été décisifs dans sa vente en 1890 à la société anglaise Buenos Aires Western Railway. 

## Histoire

### Débuts
L'idée du chemin de fer s'est forgée lors des réunions organisées par le propriétaire Manuel José Guerrico (qui fut l'un des premiers collectionneurs d'art du pays et dont la collection a servi à l'ouverture du Musée national des beaux-arts) dans son manoir de Corrientes 537. À la suite de ces réunions, le 17 septembre 1853, les participants ont fondé la Sociedad de Camino de Hierro de Buenos Aires al Oeste (Société du chemin de fer de Buenos Aires vers l'ouest).
L'importance du chemin de fer avait déjà été entrevue par Juan Bautista Alberdi qui, dans son ouvrage Bases y Puntos de Partida, avait déclaré « le chemin de fer » comme « le moyen de remettre à l'endroit ce que l'Espagne colonisatrice a mis à l'envers sur ce continent ». Domingo Faustino Sarmiento et Justo José de Urquiza avaient également défendu cette idée. En 1853, la Société Camino de Hierro, formée par des commerçants conscients du progrès des communications qui résulterait de sa construction et du spectacle de puissance qu'elle représenterait, demande alors le 17 septembre la concession pour construire un chemin de fer qui servirait à la fois aux passagers et aux marchandises, et dont les wagons seraient tirés par une locomotive à vapeur. Cependant, en 1854, alors que les travaux étaient sur le point de commencer, la Sociedad demanda à être dispensée d'utiliser des moteurs à vapeur, arguant qu'il serait plus pratique « ... d'utiliser le cheval, si bon marché dans le pays, au lieu du charbon fossile, si cher dans celui-ci ». La raison de cette proposition n'est pas claire ; elle peut avoir été motivée de ce que la majorité de la population n'avait jamais vu de locomotive (en espagnol locomotiva) et la pensait dangereuse pour les bâtiments en raison des vibrations qu'elle provoquait, ou parce que la société considérait que les locomotives étaient trop chères et que les attentes concernant le nombre de passagers étaient faibles. À préciser que la Western Railway ne bénéficiait pas de la garantie d'une part minimum sur les bénéfices, comme, entre autres avantages, les chemins de fer anglais qui allaient être créés par la suite. Elle ne gagnerait donc que ce qu'elle aurait gagné par sa propre activité. Quoi qu'il en soit, des locomotives à vapeur ont finalement été achetées. 

### Les locomotives
Deux locomotives sont achetées : La Porteña et La Argentina. Elles arrivent d'Angleterre le 25 décembre 1856, et atteignent une vitesse de 25 kilomètres par heure. Elles provenaient de la société The Railway Foundry Leeds, en Angleterre, 
construits par la firme E. B. Wilson 
et acquis par le premier administrateur de la société Camino de Hierro, l'ingénieur Luis Elordi (es). Ses ingénieurs sont également venus, les frères John et Tomas Allan, de Liverpool, qui devaient former d'autres ingénieurs au fonctionnement des locomotives.
Il existe des divergences concernant l'origine de la première locomotive, La Porteña. Raúl Scalabrini Ortiz affirme, dans Historia de los ferrocarriles argentinos (1940), qu'« elle avait été construite pour l'Inde et utilisée lors du siège de Sébastopol, pendant la guerre de Crimée. La diffusion de l'écartement large chez nous (inhabituelle dans le monde) est due à cette circonstance fortuite ». Cependant, plusieurs historiens le nient : pour Julio A. Luqui Lagleyze, cela ne peut être vrai, « car il s'agit d'un écartement différent et les dates de fabrication et d'entrée dans le pays laissent un laps de temps qui n'aurait pas permis une telle chose ». Cependant, Richard Francis Burton mentionne dans ses Letters From the Battlefields of Paraguay (1870) que le train dans lequel il a voyagé au Paraguay était tiré par « une petite locomotive asthmatique rescapée de Sébastopol » et, étant donné qu'après la guerre de la Triple-Alliance, les Alliés ont dû faire venir des moteurs et des wagons pour faire fonctionner le chemin de fer au Paraguay ; et il existe également une autre mention d'un moteur de la guerre de Crimée dans une lettre par Freund et Mulhall en 1887, citée par H. G. Warren dans son livre Paraguay and the Triple Alliance. 

### Inauguration et premier voyage public
Les pluies ont empêché l'inauguration du train prévue en janvier 1857, bien qu'un essai réussi ait été effectué au cours de ce mois. Le 7 avril, lors d'un autre essai, il a déraillé, mais la vitesse était faible et aucune victime n'a été signalée. En juin, un autre essai est réalisé et en août, un voyage d'essai est effectué, avec un train composé d'un wagon de colis et d'un autre de passagers conduit par La Porteña, qui transportait entre autres Bartolomé Mitre, Dalmacio Vélez Sarsfield, Valentín Alsina, et quelques membres de la Sociedad. À l'aller, il n'y a eu aucun problème, mais au retour, l'euphorie a conduit le conducteur du train, l'Anglais John Allan, à demander plus de vitesse, ce qui a provoqué un déraillement à la gare d'Almagro, brisant plusieurs mètres de rails. Certains passagers ont été légèrement blessés.
La cérémonie d'inauguration a lieu le samedi 29 août 1857, présidée par le gouverneur de Buenos Aires, avec messe et bénédiction des locomotives La Porteña et La Argentina. Le 30 août, la ligne commence son service régulier avec deux trajets quotidiens dans les deux sens. En 1911, lors de sa création, la ville de Treinta de Agosto dans la province de Buenos Aires prend ce nom de 30 août pour commémorer cette mise en service.[réf. nécessaire]

### Vente aux capitalistes anglais
Les Britanniques font pression pour obtenir le chemin de fer à bas prix. Il y avait une très bonne raison à cela, qui n'avait rien à voir avec l'obtention de bénéfices de son exploitation, mais qui a été exprimée en 1862 par le ministre britannique à Buenos Aires, Edward Thornton (en), dans un rapport au Foreign Office : faisant référence à la création du British Great Southern Railway de Buenos Aires, il note que cette entreprise « … ouvrirait un nouveau marché pour les produits manufacturés britanniques ». En effet, des locomotives, des briques, des ponts, des équipements sanitaires pour les gares, etc. ont été importés de Grande-Bretagne. Également de grandes quantités d'un produit non manufacturé : le charbon pour les locomotives.[réf. nécessaire]
Le gouverneur a fait valoir que des millions de pesos d'or « viendraient de l'étranger pour augmenter la richesse publique », pour être « investis dans les canaux de drainage et d'irrigation, dans les routes générales et municipales et dans les travaux de santé et de pavage ». Selon Scalabrini Ortiz : « Il va sans dire que les quelques fonds obtenus de la vente de l'Oeste n'ont jamais été utilisés à de telles fins ». Selon l'historien William Rögind, la vente du chemin de fer a été imposée par le « gaspillage de l'administration provinciale », dirigée à l'époque par le gouverneur Julio Costa. L'historien H. S. Ferns a souligné que « le produit de la vente ne pouvait pas sauver la situation financière de la province ».[réf. nécessaire]
Le gouvernement Juan Domingo Perón, avec la signature de Miguel Miranda et du représentant des compagnies ferroviaires britanniques John Montague Eddy, signe le 13 février 1947 le contrat d'achat (Convenio Miranda-Eddy) des chemins de fer britanniques, dont le Ferrocarril Oeste de Buenos Aires. La société possédait également la moitié du chemin de fer Midland de Buenos Aires et recevait pour l'ensemble de ses actifs 17 510 044 £, dont 16 570 747 £ correspondaient au Ferrocarril Oeste de Buenos Aires lui-même. Par le décret national no 5789/48 du 28 février 1948, il était prévu que le 1er mars 1948, le gouvernement argentin prendrait formellement possession des chemins de fer britanniques.[réf. nécessaire]
En 1947, dans le cadre du processus de nationalisation des chemins de fer mené par le président Juan Domingo Perón, l'entreprise passe dans l'orbite de l'État national, et la branche est nommée chemin de fer Domingo Faustino Sarmiento.[réf. nécessaire]

### Démolition de la station Del Parque
En juin 1884, les bureaux de l'état-major général de l'armée sont installés dans le bâtiment de la station Parque. Le 13 septembre 1886, le conseil délibératif autorise le maire à démolir le bâtiment et à construire le nouveau théâtre Colón, dont la construction a commencé en avril 1890, et qui est le bâtiment qui existe encore aujourd'hui. La même année, le bâtiment qui a remplacé la construction en bois de la station Once de Septiembre a été construit.

## Le train de la mort
En 1871, lors de l'épidémie de fièvre jaune dans la ville de Buenos Aires, un tronçon de chemin de fer a été incorporé pour servir de station de réception des cercueils. Ce tronçon partait de la station Bermejo, située à l'angle sud-ouest de la rue du même nom (aujourd'hui Jean Jaurés) et de l'avenue Corrientes, et arrivait à l'endroit où se trouve aujourd'hui le parc Los Andes, où se trouvait un cimetière qui a ensuite été déplacé vers l'actuel cimetière de la Chacarita. Il était connu sous le nom de « train de la mort » et, en plus de la morgue de Bermejo, il en avait deux autres situées à l'angle sud-ouest de Corrientes et Medrano, et à l'angle sud-est de Corrientes et Scalabrini Ortiz (alors appelée Camino Ministro Inglés). La locomotive utilisée était La Porteña, qui tirait des wagons avec des corps entassés et un dernier wagon de passagers pour les proches des morts. Il faisait deux voyages par jour à Chacarita, dans un seul sens.
John Allan, le premier conducteur de la locomotive La Porteña, déjà mentionné, a conduit ce train lugubre et est mort le troisième jour, victime de l'épidémie, à l'âge de 36 ans.